# On a summer's night
On a summer’s night is een livealbum van Gordon Giltrap. Het is opgenomen tijdens een concert dat de gitarist gaf in augustus 1991 tijdens een muziekfestival in Warwick. Er zijn geen verbeteringen toegevoegd, de opnamen zijn dus puur live.

## Musici
- Gordon Giltrap – gitaar

## Muziek
| Nr. | Titel                | Duur |
| --- | -------------------- | ---- |
| 1.  | Shady tales          | 2:45 |
| 2.  | Roots/The poacher    | 6:11 |
| 3.  | Sallie’s song        | 3:35 |
| 4.  | The Lord’s Seat      | 3:31 |
| 5.  | A Christmas carol    | 3:03 |
| 6.  | Heartsong            | 5:13 |
| 7.  | Country bluff        | 3:11 |
| 8.  | Work                 | 3:34 |
| 9.  | From the four winds  | 3:56 |
| 10. | Empty                | 3:08 |
| 11. | Echoing green/London | 4;32 |
| 12. | Lucifer’s cage       | 6:19 |
| 13. | Down the river       | 5:47 |

Sallie’s song wordt voorafgegaan door het intro van Stairway to Heaven van Led Zeppelin.